# Ессекс-Вілледж (Коннектикут)
Ессекс-Вілледж (англ. Essex Village) — переписна місцевість (CDP) в США, в окрузі Міддлсекс штату Коннектикут. 